# Eupithecia casmena
Eupithecia casmena es una especie de polilla de la familia Geometridae. La especie fue descrita por primera vez por Claude Herbulot habiendo sido descrita en 1987, con distribución en Ecuador. El holotipo de la especie fue descrita en el sector San Juan de Pichincha a una altura de aproximadamente 3500 metros (11 482,9 pies) de altitud.